# Szu-Suen

Imperium III dynastii z Ur: ciemniejszym odcieniem zielonego zaznaczono terytoria kontrolowane przez III dynastię z Ur przed pojawieniem się Amorytów.

Szu-Suen, Szu-Sin – przedostatni władca z III dynastii z Ur, panujący w latach 2037-2030 p.n.e. (chronologia średnia), syn Szulgiego i brat Amar-Suena.
Królestwo III dynastii z Ur okres rozkwitu przeżywało za czasów panowania Szulgiego (ok. 2096-2048 p.n.e.). W trakcie panowania Szu-Suena państwo znajdowało się w sytuacji kryzysowej. Z kierunku północnego oraz północno-wschodniego ekspansję przeciwko III dynastii prowadziły plemiona koczowniczych Amorytów, które zawłaszczały tereny pograniczne i osiedlały się w centralnych rejonach kraju nie podlegając królewskiej administracji. W wyniku braku możliwości militarnego zatrzymania napływu plemion amoryckich, Szu-Suen zainicjował próby prowadzenia polityki asymilacyjnej. Przybyszom przyznawano nadania do czasowego użytkowania ziemi i terenów pasterskich. Wykorzystując zróżnicowanie często wrogich sobie szczepów oraz rodów plemiennych, włączano Amorytów do armii królewskiej w roli oddziałów najemnych. Szybki i agresywny napływ ludności zewnętrznej do państwa sumero-akadyjskiego prowadził do dezintegracji wewnętrznej  państwa i kolejnych wystąpień amoryckich poddanych przeciwko władzy królewskiej. Szu-Suen zainicjował w 4 roku panowania budowę pasa umocnień między Eufratem a Tygrysem zwanego „murem przeciw Amorytom” (sum. bad3 MAR.TU). W okresie panowania Szu-Suena od państwa Ur III uniezależniły się zdominowane przez Amorytów tereny północnej i środkowej Mezopotamii.   